# Nakata Kódzsi
Nakata Kódzsi (Ócu, 1979. július 9. –) japán válogatott labdarúgó.
A japán válogatott tagjaként részt vett a 2002-es és a 2006-os világbajnokságon.

## Statisztika
| Japán válogatott | Japán válogatott | Japán válogatott |
| Időszak          | Mérk.            | gól              |
| ---------------- | ---------------- | ---------------- |
| 2000             | 7                | 0                |
| 2001             | 13               | 0                |
| 2002             | 13               | 0                |
| 2003             | 7                | 0                |
| 2004             | 6                | 2                |
| 2005             | 8                | 0                |
| 2006             | 2                | 0                |
| 2007             | 1                | 0                |
| Összesen         | 57               | 2                |